# Virgen de la Servilleta (Murillo)
La Virgen de la Servilleta es un cuadro de Bartolomé Esteban Murillo en que se representa a la Virgen María con el Niño Jesús. Fue realizada en 1666 con destino a la Iglesia de los Capuchinos de Sevilla (España) y mide 67 x 72 cm. Es una de las representaciones más populares de la Virgen María y se encuentra expuesta en el Museo de Bellas Artes de Sevilla.

## Historia y descripción
La obra formó parte del retablo de la citada iglesia de los frailes capuchinos durante más de 150 años. En la Guerra de la Independencia estuvo a punto de ser requisada por el mariscal francés Jean de Dieu Soult, un gran admirador de Murillo, pero los religiosos sabedores del valor de la obra, consiguieron trasladarla junto con otras pinturas en 1810 a Gibraltar, donde permaneció a salvo de la rapiña del ejército francés hasta el término de la guerra en 1814.
En 1836 con motivo de la desamortización de los bienes eclesiásticos decretada por el gobierno presidido por el ministro Mendizábal, pasó a ser propiedad del estado y se integró en el recién constituido Museo de Bellas Artes.
El nombre con el que se designa a la virgen proviene de una leyenda que fue recogida por primera vez en el año 1833 en A Dictionary of Spanish Painting , redactado por O´Neill. Existen dos versiones de la misma.
Según la primera de ellas, los frailes capuchinos se percataron de que había desaparecido una servilleta de su ajuar doméstico, pero unos días más tarde les fue devuelta por el propio Murillo con el dibujo de la Virgen. En la segunda versión fue un fraile del convento el que le solicitó a Murillo una representación de la Virgen con el Niño para poder orar privadamente en su celda. Murillo aceptó, pero solicitó un lienzo para realizar la pintura, el fraile sin embargo carecía de recursos económicos y le entregó una servilleta en la que Murillo realizó el trabajo.
La escena mueve a la piedad, el niño parece intentar salirse del cuadro, mientras que la mirada de la Virgen conecta con la del espectador y le transmite ternura e intimismo.
Se ha querido ver en este cuadro la influencia de varios artistas admirados por Murillo. Los colores vivos y la delicadeza de las formas recuerdan la pintura de Rafael, mientras que la imperceptible atmósfera denota el conocimiento de las obras de Velázquez y Rubens.